# Ralph Wilson
Ralph C. Wilson, Jr., född 17 oktober 1918 i Columbus, Ohio, död 25 mars 2014 i Grosse Pointe Shores, Michigan, var en amerikansk affärsman och grundare och ägare av Buffalo Bills, ett fotbollslag i NFL. 
Wilson grundade laget 1959 som ett av åtta lag i American Football League som var en liga separat från NFL mellan 1960 och 1969. Wilson var en framgångsrik affärsman inom en rad olika branscher och var en av delägarna i Detroit Lions innan han blev kontaktad av Lamar Hunt som ville starta en ny liga som konkurrens till NFL. Sedan 2009 var Wilson också invald i Pro Football Hall of Fame.
Wilson var även aktiv som uppfödare av engelska fullblod, och födde bland annat upp Arazi, som utsågs till European Horse of the Year 1991.